# Ϝ
Digama (Ϝ ou ϝ) é uma letra antiga do alfabeto grego e tem um valor numérico de 6. Quando se usa com um numeral, dígama é escrita usando a marca do sigma (ς) e do tau (τ). Quando se usa como uma letra, tem a forma de uma letra F, que parece com duas letras gama maiúsculas (Γ) sobrepostas (daí o seu nome) e tem valor de /w/.

## Classificação
- Alfabeto = Alfabeto grego
- Fonética = AFI [w]